# 克拉默斯环形山

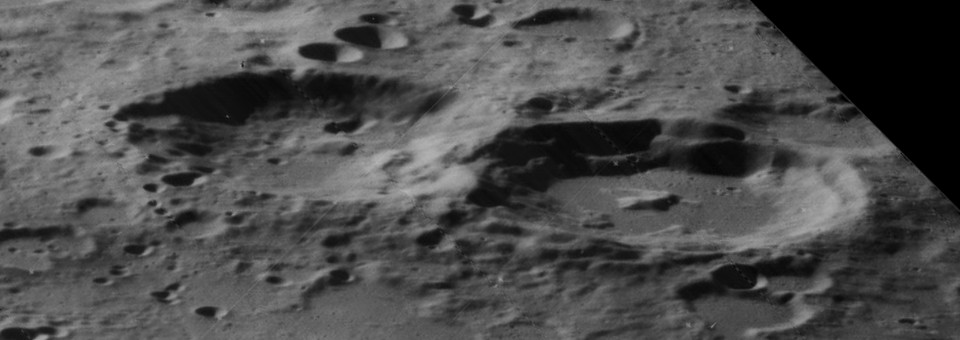
月球轨道器5号拍摄的克拉默斯环形山（左）及卫星坑克拉默斯 C（右）西向斜视图

克拉默斯环形山（Kramers）是位于月球背面北半部的一座大撞击坑，约形成于45.5-39.2亿年前的前酒海纪，其名称取自荷兰理论物理学家亨德里克·安东尼·克喇末（Hendrik Anthony Kramers，1894年-1952年），1970年被国际天文学联合会正式批准接受。

## 描述
该陨坑位于直径530公里，形成于前酒海纪的库仑-萨尔顿盆地内，它的西北及西北偏北分别毗邻更大的伯克霍夫环形山和范托夫环形山、东北偏北和东面坐落了戴森环形山和库仑环形山，而萨尔顿环形山和施莱辛格环形山则分别位于它的东南和西南。该陨坑中心月面坐标为53°36′N 127°36′W / 53.6°N 127.6°W，直径61.59公里，深度约2.72公里。
克拉默斯环形山的原始边缘虽然仍可看出，但其坑壁已受严重侵蚀和磨损。它的东北侧切入了大小相当，但更年轻的卫星坑克拉默斯 C，沿边缘其它部分也覆盖有许多小撞击坑。克拉默斯环形山坑壁最大高出周边地形1220米，内部容积约3239立方千米。坑底表面相对平坦，但东北部覆盖有卫星坑克拉默斯 C形成时抛射的喷出物，中心点偏北分布有一道短岭，南部及东北地表上散布了一些细小的撞击坑。
克拉默斯环形山以东月表较为平坦，可能被熔岩覆盖。卫星坑克拉默斯 C的内侧壁分布有一圈阶地结构，坑底中心矗立了一座中央峰。

## 卫星陨石坑
按惯例，最靠近克拉默斯环形山的卫星坑将在月图上以字母标注在它的中心点旁边.
| 克拉默斯 | 纬度    | 经度     | 直径    |
| -------- | ------- | -------- | ------- |
| C        | 55.0° N | 125.6° W | 60 公里 |
| M        | 50.4° N | 126.9° W | 30 公里 |
| S        | 52.8° N | 132.2° W | 26 公里 |
| U        | 54.2° N | 132.4° W | 38 公里 |

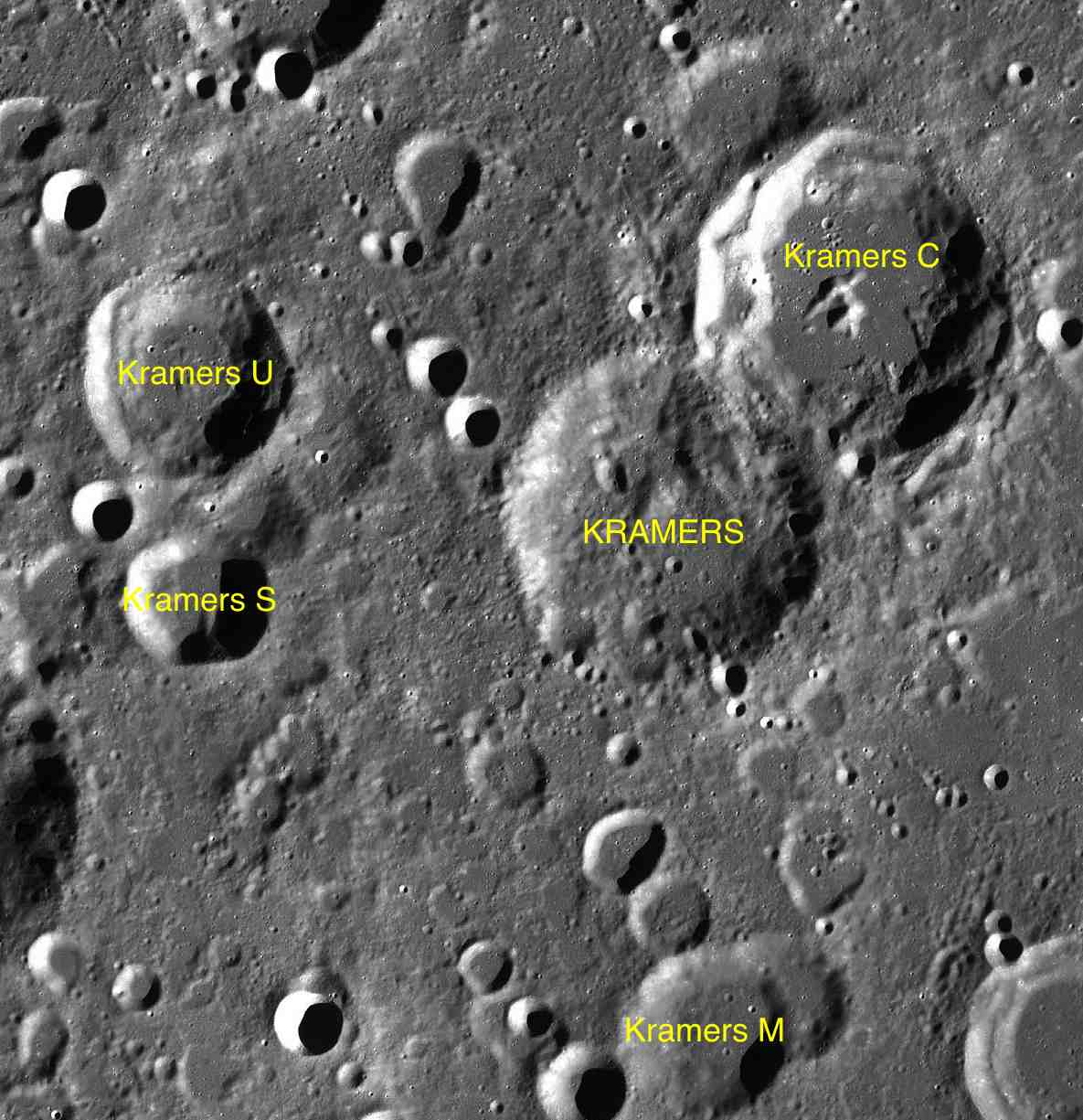
LAC-20 区域图

- 卫星坑克拉默斯 C和克拉默斯 U约形成于早雨海世[1]。

## 参引资料
1. 1 2 3 4 5  Lunar Impact Crater Database
2. ↑   (PDF).   [2017-03-12]. （原始内容存档 (PDF)于2013-02-20）.
3. ↑  .   [2017-03-12]. （原始内容存档于2020-10-18）.

## 另请参阅
- Andersson, L. E.; Whitaker, E. A. . NASA RP-1097. 1982.
- Blue, Jennifer. . USGS. July 25, 2007  [2007-08-05]. （原始内容存档于2018-12-25）.
- Bussey, B.; Spudis, P. . New York: Cambridge University Press. 2004. ISBN 978-0-521-81528-4.
- Cocks, Elijah E.; Cocks, Josiah C. . Tudor Publishers. 1995. ISBN 978-0-936389-27-1.
- McDowell, Jonathan. . Jonathan's Space Report. July 15, 2007  [2007-10-24]. （原始内容存档于2018-12-25）.
- Menzel, D. H.; Minnaert, M.; Levin, B.; Dollfus, A.; Bell, B. . Space Science Reviews. 1971, 12 (2): 136–186. Bibcode:1971SSRv...12..136M. doi:10.1007/BF00171763.
- Moore, Patrick. . Sterling Publishing Co. 2001. ISBN 978-0-304-35469-6.
- Price, Fred W. . Cambridge University Press. 1988. ISBN 978-0-521-33500-3.
- Rükl, Antonín. . Kalmbach Books. 1990. ISBN 978-0-913135-17-4.
- Webb, Rev. T. W.  6th revised. Dover. 1962. ISBN 978-0-486-20917-3.
- Whitaker, Ewen A. . Cambridge University Press. 1999. ISBN 978-0-521-62248-6.
- Wlasuk, Peter T. . Springer. 2000. ISBN 978-1-85233-193-1.